# Hypothèse répressive
L'hypothèse répressive est un concept de philosophie de l'histoire selon laquelle l'histoire de la sexualité humaine est marquée par un tournant répressif au XVIIe siècle, de manière concomitante et directement liée à l'émergence du capitalisme. Cette hypothèse a été nommée et discutée par Michel Foucault dans son Histoire de la sexualité.

## Contexte
L'historiographie du XXe siècle a souvent considéré que la sexualité avait connu un mouvement de répression, de refoulement, à partir du XVIIe siècle. Ce refoulement aurait été parallèle à l'essor d'un capitalisme bourgeois, qui aurait accentué la répression sociale sur la vie intime ne touchant pas au travail. Cette hypothèse s'est largement répandue et s'est fortifiée sous l'effet de l'évidence.
Dans son Histoire de la sexualité, Michel Foucault passe en revue plusieurs lieux communs qui entourent la sexualité et son évolution en Occident. Le philosophe souhaite contre-argumenter contre ce qu'il considère comme une idée reçue. Il s'attaque ainsi rapidement à ce qu'il nomme en premier l'« hypothèse répressive ».
Foucault souligne l'incohérence de cette hypothèse : le XXe siècle en est venu à dénoncer la répression dans une société où, au contraire de cachée, tue ou niée, la sexualité est en réalité scrutée et omniprésente. Il écrit ainsi : « par quelle spirale en sommes-nous arrivés à affirmer que le sexe est nié, à montrer ostensiblement que nous le cachons, à dire que nous le taisons ».
Le philosophe ne cherche pas à retourner l'hypothèse répressive pour soutenir que la sexualité se serait continuellement libérée, mais il souhaite situer l'hypothèse répressive dans une « économie générale du discours sur le sexe » au sein de la société.